# Pelham Aldrich

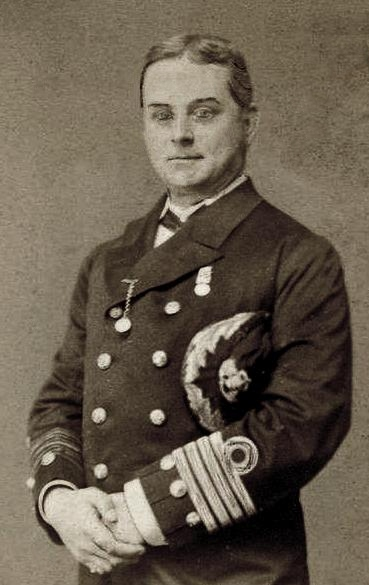
Pelham Aldrich im Jahr 1884

Pelham Aldrich CVO (* 8. Dezember 1844 in Mildenhall, England; † 12. November 1930 in Great Bealings, Suffolk, England) war ein Admiral der Royal Navy.
Aldrich trat 1859 in die Royal Navy ein und stieg bis 1907 zum Admiral auf, wonach er 1908 in den Ruhestand ging. 1902 wurde er mit dem Royal Victorian Order als Commander ausgezeichnet. Er war seit 1875 verheiratet mit Edith Caroline.
Pelham Aldrich nahm 1875–1876 an der britischen Arktisexpedition unter George Nares mit den Schiffen HMS Alert und HMS Discovery teil. Er erreichte als Erster Kap Columbia, den nördlichsten Punkt Kanadas auf der Ellesmere-Insel.
Nach ihm wurden Kap Aldrich auf der Ellesmere-Insel und der Mount Aldrich benannt, der sich in der Antarktis an der Ostseite des Ragotzki-Gletschers befindet. Aldrich half Robert Falcon Scott bei Expeditionen in die Antarktis.
Im Jahre 1878 erreichte unter dem Kommando von Aldrich die HMS Egeria die Weihnachtsinsel. Eine Expeditionsgruppe erreicht den Gipfel des heutigen Murray Hill und fand dort Phosphat in nahezu reiner Form, wie es vom schottische Ozeanographen John Murray vorausgesagt wurde.
Da Pelham Aldrich als Prominenter die Weihnachtsinsel besucht hatte, wurde ihm von der dortigen Postverwaltung 1978 eine Briefmarke gewidmet.